# Болка
Болка — деревня в Кудымкарском районе Пермского края. Входила в состав Ленинского сельского поселения. Располагается южнее от города Кудымкара. Расстояние до районного центра составляет 52 км. У деревни берёт начало одноимённая река Болка. По данным Всероссийской переписи населения 2010 года, в деревне проживало 22 человека (12 мужчин и 10 женщин).

## История
По данным на 1 июля 1963 года, в деревне проживал 101 человек. Населённый пункт входил в состав Полвинского сельсовета.